# تسومادا
تسومادا 
(به آواری: ЦӀумада район) شهرستانی است در جمهوری داغستان روسیه. مرکز اداری این شهرستان دهکدهٔ آگوالی است. فرماندار این شهرستان محمد سعیدویچ کاملوف است. ترکیب قومیتی ساکنان این شهرستان عبارت است از: آوارها، چامالال‌ها، توندین‌ها، باگولال‌ها، خوارشین‌ها، بتلیخ‌ها، دیدوی‌ها. مساحت این شهرستان ۱۱۰۰ کیلومتر مربع است.